# 22203 Prothoenor
22203 Prothoenor (6020 P-L) là một Trojan của Sao Mộc.